# Castillo de Varnaca
El castillo de Varnaca (en griego: Κάστρο του Βάρνακα) o Varnazza (en griego: Βαρνάτσας), es un castillo bizantino en la unidad periférica de Etolia-Acarnania cerca del pueblo de Mýtikas y del pueblo de Varnaca, construido sobre una roca escarpada.
El castillo fue construido en el siglo XIII por los déspotas de Epiro en una posición que controlaba el paso del mismo nombre y que era una vía importante de la época. En 1460 el castillo fue conquistado por los otomanos. Durante la Guerra de independencia de Grecia de 1821 ya se mencionaba como en ruinas, pero también como lugar de nacimiento del general revolucionario Georgios Varnakiotis.